# Mircea Grabovschi
Mircea Grabovschi (câteodată scris Grabowski sau Grabovski; n. 22 decembrie 1952, Sighișoara, Mureș, România – d. 23 iulie 2024) a fost un handbalist român, membru al lotului național care a câștigat medalia de aur la Campionatul Mondial de Handbal Masculin din 1974, din RDG, și medalia de argint la Jocurile olimpice de vară din Montreal, Canada, în 1976.
Grabovschi a fost jucător al echipei Dinamo București.
În august 1976, pentru performanța de la olimpiadă, handbalistul a fost decorat cu ordinul „Meritul Sportiv Clasa a II-a”. În martie 1982 a fost din nou decorat, de această dată pentru „rezultatele deosebite obținute la Jocurile Mondiale Universitare de la București - 1981”. În decembrie 2000, Grabovschi a primit Medalia națională „Serviciul Credincios” clasa I. În 2009 a fost decorat din nou cu ordinul „Meritul Sportiv Clasa a II-a”. În același an a fost numit „Cetățean de onoare” al orașului Sighișoara.
În anul 2013, sala de sport a Colegiului Național „Mircea Eliade” din Sighișoara a primit denumirea „Mircea Grabovschi”.
Grabovschi a fost vicecampion național la bridge.

## Distincții
- Medalia „Meritul Sportiv” clasa I (29 martie 1974) „pentru comportarea remarcabilă și ocuparea locului I la Campionatul mondial de handbal masculin – ediția 1974 –, precum și pentru contribuția deosebită adusă la dezvoltarea acestui sport și la creșterea prestigiului sportului românesc pe plan internațional”[10]
- Ordinul „Meritul Sportiv” clasa a II-a (18 august 1976) „pentru rezultatele deosebite obținute la Jocurile olimpice de vară de la Montreal – 1976, precum și pentru contribuția adusă la dezvoltarea activității sportive și la creșterea prestigiului sportului românesc pe plan internațional”[11]